# Неман (стихотворение)
«Ты помнишь ли былое, Неман?

Тот день годины роковой,

Когда стоял он над тобой,

Он сам — могучий южный демон,

И ты, как ныне, протекал,

Шумя под вражьими мостами,

И он струю твою ласкал

Своими чудными очами?..

Победно шли его полки,

Знамёна весело шумели,

На солнце искрились штыки,

Мосты под пушками гремели

И с высоты, как некий бог,

Казалось, он парил над ними

И двигал всем и все стерег

Очами чудными своими…»
Неман — стихотворение Федора Ивановича Тютчева, написанное в 1853 году (5–7 сентября), в 3-й период творчества и впервые опубликованное под заглавием «Проезд через Ковно» в альманахе «Раут на 1854 год».
Стихотворение было написано в 1853 году в городе Ковно (сейчас Каунас, Литва), где поэт остановился проездом из-за границы в Санкт-Петербург. Вечером 2 сентября 1853 года Тютчев покинул Варшаву. «Усталость и ужасная скука», которые он испытал во время «48-часового заключения в почтовой карете», вынудили поэта пробыть в Ковно ещё два с половиной дня. Федор Иванович прибыл в Ковно 4 сентября и остался там до 7. Своей жене поэт пишет об этом стихотворении:
Это стихи, о которых я тебе говорил, навеянные Неманом. Чтобы их уразуметь, следовало бы перечитать страницу из истории 1812 г. Сегюра, где идет речь о переходе через эту реку армии Наполеона, или по крайней мере вспомнить картинки, так часто попадающиеся на постоялых дворах и изображающие это событие.
В стихотворении рассказывается о событиях начала Отечественной войны 1812 года, когда французские войска вторглись на территорию Российской Империи, перейдя Неман 11 (23) июня 1812 года.